# Камехамеха V
Камехамеха V рођен (11. децембар 1830. † 11. децембар 1872. године) владао је као пети монарх Краљевине Хаваја од 1855. до 1863. Његово рођено име било је, Лота Капуаива, Каланимакуа Алииолани, Каланикупуапа Икаланинуи, када је ступио на престо Камехамеха V. Његов мото био је „Онипаʻа“: непокретан, чврст, постојан или одлучан; Марљиво је радио за свој народ и краљевство и описиван је као последњи велики традиционални поглавица.

## Биографија
Рођен је 11. децембра 1830. године и звао се Лот Капуаива. Његова мајка је била Елизабет Кинау, а отац Матаио Кекуанаоа. Његова браћа били су Давид Камехамеха, Мосес Кекуаива,	Александар Лихолихо и сестра принцеза Викториа Камамалу. Такође је био унук Камехамеха I. Капу аива значи тајанствена капуљача, или света, заштићена натприродним моћима. Усвојила га је принцеза Нахиенаена пратећи древну хавајску традицију ханаија, али је умрла 1836. Тада су га усвојили његова бака, краљица Калакуа Кахеихеималие и очух деда, поглавица Хоапили Улумахеихеи. Дјетињство му је било тешко; Осећао је да се његови ханаи родитељи према њему понашају као према странцу и да му је усвојење украло љубав мајке. Током свог живота дубоко је волео ову традицију, што је касније показао његов бес на његову полусестру принцеза Рут Келиколани, која је свог другог сина Кеолаокаланија поклонила Бернике Пауахи Бишоп.
Било је планирано да он буде наследник Хоапилија као гувернер Мауија, иако се то никада није догодило. Откада га је краљ Камехамеха III прогласио квалификованим за престо, био је обучаван у Краљевској школи попут својих рођака браће и сестара. По рођењу је био верен за Бернике Пауахи, али она је уместо тога одлучила да се уда за Американца Чарлса Ред Бишопа.
По завршетку школе (Камехамеха Капалама на Хавајима) путовао је у иностранство са својим братом Александром Лихолихом. Под надзором њиховог старатеља П. Јуд, Лот и његов брат отпловили су за Сан Франциско у септембру 1849. Након обиласка Калифорније, наставили су пут Панаме, Јамајке, Њујорка и Вашингтона. Обишли су Европу и састали се са разним шефовима држава, укључујући француског владара Наполеона., британског принца Алберта, америчког председника Закари Тејлора и потпредседника Милард Филмора.

## Успон
Од 1852. до 1855. био је члан Тајног државног савета, а од 1852. до 1862. у Дому племића. Био је министар унутрашњих послова од 1857. до 1863. године, врховни судија Врховног суда од 1857. до 1858. године и обављао је друге функције. Његов харизматичнији млађи брат, принц Александар Лихолихо, изабран је 1854. за краља Камехамеха IV. 1862. године званично га је наследио изменом амандман на Устав Краљевине Хаваја из 1852. године. Лот и његови наследници, праћени његовом сестром принцезом Викторијом и њеним наследницима, успели би ако би један брат умро без легитимног наследника. Промена устава је извршена непосредно пре смрти принца Алберта Камехамехе, јединог сина краља Камехамеха IV.

## Нови устав и нови закони
На власт је дошао 30. новембра 1863. године након смрти свог брата, али је одбио да подржи претходни устав 1852. године. Конкретно, одбио је да дозволи да овај устав даје опште мушко право гласа на изборима за Доњи дом. У мају 1864. позвао је на уставну конвенцију. 7. јула 1864, уместо да мења стари, он је предложио нови устав. Конвенција је текла глатко до 62. члана. Ограничила је гласаче да буду становници који су положили тест писмености и поседовали имовину или су имали квалификације за приход. Потписао је устав Краљевине Хаваја 20. августа 1864. године, и положио заклетву да ће је заштитити. Устав је заснован на оригиналном нацрту, али је избрисано 20 чланова. Када је децембра 1863. именовао Шарла де Варигнија, француског држављанина, министром за трезор, Американци на хавајима били су уверени да је водио антиамеричку политику. У стварности је његова спољна политика остала иста. Варигни је касније постао министар спољних послова од 1865. до 1869.
Био је први краљ који је подстакао оживљавање традиционалних пракси. Под његовом владавином су укинути закони против „кахунаизма“. Основана је хавајска медицинска ординација са члановима Кахуна и поново је вежбана ла'ау лапа'ау, или хавајска медицина. Довео је практиканте Кахуне у Хонолулу да документују њихове лекове.
1865. године у законодавном телу је усвојен закон којим се алкохол продаје родним Хавајцима. Камехамеха V је изненадио предлагаче закона и рекао: „Никада нећу потписати смртну пресуду својих људи". Алкохолизам је био један од многих узрока ионако опадајуће популације домаћих Хавајаца.

## Развој туризма
Раст путовања долазака на острва повећао се током владавине Камехамеха V. Марк Твен допутовао је бродом Ајах у марту 1866. Остао је четири месеца под правим именом, Самјуел Лангхорн, и писао је писма за Сакраменто Унион описујући острва. Твен је описао краља: 
 Био је мудар суверен; видео је нешто од света; био је образован и остварен, и трудио се да му људи добро раде, и успео је. О њему није било тривијалних краљевских глупости; Одевао се чисто, и даноноћно јахао без надзора на свом старом коњу у Хонолулу; био је популаран, веома поштован, па чак и вољен.— Марк Твен
Краљица Викторија послала је свог другог сина принца Алфреда, војвода од Сакс-Кобург и Гота у државну посету 1869. године. Алфред је апеловао на кајзера Вилхелма I из Немачке, који је послао Хенрија Бергера да организује краљевски хавајски бенд, поклон музике од краља свом народу.

## Крај владавине
Његова сестра и једина престолонаследница, принцеза Викториа Камамалу, умрла је без деце 1866. године, а Камехамеха V није именовао наследника током остатка владавине. Умро је 11. децембра 1872. године, док су припреме за његову рођенданску забаву биле у току. Када је Лот био прикован за кревет, он је онима који су га посетили одговорио: „Добри Господ ме данас не може узети, данас ми је рођендан“. Престо је понудио својој рођаки Бернике Пауахи Бишоп, која је то одбила и умро сат времена касније не именујући наследника. Сахрањен је у Краљевском маузолеју на Хавајима у Мауна Ала.
Био је последњи владајући монарх из куће Камехамеха, који је био под именом Камехамеха. Пре његове смрти, Камехамеха V.
Престо припада Луналилу; Нећу га именовати јер га сматрам недостојним положаја. Ако не дам номинацију, устав предвиђа избор следећег краља; нека буде тако. „Без наследника након његове смрти, законодавство би изабрало следећег монарха. Камехамеха против рођака Вилијама Чарлса Луналила, рођено по мајци Камехамеха, расписао је опште изборе и победио. Законодавно тело се сложило и Луналило је постао први изабрани краљ хавајског краљевства.

## Наслеђе
Основао је друштво краљевског реда Камехамеха V, 11. априла 1865 које је добило име у част његовог деде.
По њему је назван фестивал Принце Лот Хула. Одржао се треће суботе у јулу од 1977. године у његовом бившем дому званом Моаналуа Гарденс.
У фебруару 1847. године, ученица Краљевске школе Абигаил Махеха протјерана је и удата у на брзину договорени брак због скандалозне трудноће. Неки нагађају да је шеснаестогодишњи Камехамеха V или његов седамнаестогодишњи брат Мосес Кекуаива био отац Абигаилине ћерке Кеанолани, која је оставила живо потомство. Докази који поткрепљују ову тврдњу су његова финансијска подршка Кеаупуни супругу Абигаиле, и прикривени разговори које су кувари водили са Абигаил и Лотом месецима пре откривања трудноће, и забелешке истргнуте из времена његовог школског дневника.